# Francisco Antonio de Hohenzollern-Haigerloch
El Conde Francisco Antonio de Hohenzollern-Haigerloch (2 de diciembre de 1657, Castillo de Sigmaringen - 14 de octubre de 1702, Friedlingen) fue el Conde reinante de Hohenzollern-Haigerloch.

## Biografía
Francisco Antonio era el hijo más joven del Príncipe Meinrado I de Hohenzollern-Sigmaringen (1605-1681) de su matrimonio con Ana María (1613-1682), la hija del Barón Fernando de Törring en Seefeld.
Sirvió en el ejército imperial y alcanzó el rango de Teniente-Mariscal de Campo. Bajo los términos de la elevación al rango de Príncipe de su familia, su hermano mayor heredó el principado de Hohenzollern-Sigmaringen y Francisco Antonio solo heredaría el Condado de Hohenzollern-Haigerloch. En 1692, el emperador Leopoldo I de nuevo confirmó que los príncipes de la rama suaba de la Casa de Hohenzollern sostendrían el rango de Príncipes Imperiales, y explícitamente hizo una excepción para la línea de Haigerloch.
Francisco Antonio cayó en la Batalla de Friedlingen, durante la Guerra de Sucesión Española.

## Matrimonio e hijos
Francisco Antonio contrajo matrimonio el 5 de febrero de 1687 con Ana María Eusebia (1670-1716), la hija del Conde Antonio Eusebio de Königsegg-Aulendorf. La pareja tuvo los siguientes hijos:
- Fernando Leopoldo Antonio (1692-1750), clérigo y primer ministro de Colonia.
- Ana María (1694-1732), desposó en 1714 a Luis Javier Fugger, Conde de Kirchberg y Weissenhorn (1688-1746).
- María Francisca (1697-1767), desposó en 1720 al Conde Francisco Hugo de Koenigsegg-Rothfels (1698-1772).
- Francisco Cristóbal Antonio (1699-1767), clérigo y primer ministro de Colonia.